# 1958-as magyar úszóbajnokság
Az 1958-as magyar úszóbajnokságot augusztusban rendezték meg.

## Eredmények

### Férfiak
| Versenyszám            | Arany                                                                    | Arany   | Ezüst                                                       | Ezüst   | Bronz                                           | Bronz   |
| ---------------------- | ------------------------------------------------------------------------ | ------- | ----------------------------------------------------------- | ------- | ----------------------------------------------- | ------- |
| 100 m gyorsúszás       | Dobai Gyula Újpesti Dózsa                                                | 57,4    | Vörös Sándor Ferencvárosi TC                                | 58,0    | Lantos László Szegedi EAC                       | 59,2    |
| 200 m gyorsúszás       | Dobai Gyula Újpesti Dózsa                                                | 2:09,4  | Müller György Újpesti Dózsa                                 | 2:11,9  | Bodnár András Egri SC                           | 2:14,2  |
| 400 m gyorsúszás       | Katona József Egri Vasas                                                 | 4:41,4  | Bodnár András Egri SC                                       | 4:47,0  | Nyéki Imre Ferencvárosi TC                      | 4:51,1  |
| 1500 m gyorsúszás      | Katona József Egri SC                                                    | 18:24,7 | Csordás György Ferencvárosi TC                              | 19:36,2 | Csikány József Ferencvárosi TC                  | 19:46,0 |
| 100 m hátúszás         | Magyar László Újpesti Dózsa                                              | 1:06,3  | Kovács Miklós Ferencvárosi TC                               | 1:08,2  | Papp BVSC                                       | 1:08,2  |
| 200 m mellúszás        | Kunsági György Ferencvárosi TC                                           | 2:42,7  | Utassy Sándor Egri SC                                       | 2:46,3  | Aradi László BVSC                               | 2:47,4  |
| 200 m pillangóúszás    | Várszegi Lajos Ferencvárosi TC                                           | 2:26:7  | Tumpek György Bp. Honvéd                                    | 2:28,6  | Kiss László Ferencvárosi TC                     | 2:35,7  |
| 4 × 200 m gyorsváltó   | Ferencvárosi TC Kárpáti Budai Csordás György Nyéki Imre                  | 8:59,4  | Újpesti Dózsa Dömötör Hornyánszki Müller György Dobai Gyula | 9:05,2  | Szolnok Koncz Kádár Hasznos II Kanizsa          | 9:22,1  |
| 4 × 100 m vegyes váltó | Ferencvárosi TC Kovács Miklós Kunsági György Várszegi Lajos Vörös Sándor | 4:28,6  | Ferencvárosi TC Budai Kováts Kiss Kárpáti                   | 4:33,9  | Bp. Honvéd Fischer Ördögh Tumpek György Gulrich | 4:35,2  |

### Nők
| Versenyszám            | Arany                                                          | Arany  | Ezüst                                                            | Ezüst  | Bronz                                                              | Bronz  |
| ---------------------- | -------------------------------------------------------------- | ------ | ---------------------------------------------------------------- | ------ | ------------------------------------------------------------------ | ------ |
| 100 m gyorsúszás       | Frank Mária Egri SC                                            | 1:07,5 | Madarász Csilla Ferencvárosi TC                                  | 1:08,4 | Takács Katalin BVSC                                                | 1:08,5 |
| 400 m gyorsúszás       | Frank Mária Egri Vasas                                         | 5:20,7 | Egerváry Márta Ferencvárosi TC                                   | 5:26,4 | Sebő Ágota BVSC                                                    | 5:31,0 |
| 100 m hátúszás         | Takács Katalin BVSC                                            | 1:15,9 | Csohány Bp. Honvéd                                               | 1:17,9 | Dávid Magda Városi Tanács SK                                       | 1:19,3 |
| 200 m mellúszás        | Kárpáti Vera Ferencvárosi TC                                   | 3:05,1 | Uzdi Réka Ferencvárosi TC                                        | 3:05,5 | Brinza Lenke Egri SC                                               | 3:06,1 |
| 100 m pillangóúszás    | Littomeritzky Mária BVSC                                       | 1:17,5 | Egerváry Márta Ferencvárosi TC                                   | 1:20,8 | Gebhardt Gizella Bp. Vörös Meteor                                  | 1:23,7 |
| 4 × 100 m gyors váltó  | BVSC Littomeritzky Mária Sebő Ágota Takács Katalin Bodóki Réka | 4:39,5 | Egri SC Kelecsényi Zsuzsa Gyergyák Magda Erdélyi Éva Frank Mária | 4:41,5 | Ferencvárosi TC Egerváry Márta Kárpáti Vera Rékási Madarász Csilla | 4:53,3 |
| 4 × 100 m vegyes váltó | BVSC Takács Katalin Sebő Ágota Littomeritzky Mária Bodóki Réka | 5:19,0 | Egri SC Varga Katalin Brinza Lenke Ringelhann Klára Frank Mária  | 5:22,2 | Ferencvárosi TC Buzsáki Uzdi Réka Egerváry Márta Madarász Csilla   | 5:26,1 |